# マルス5号
マルス5号（ロシア語: Марс-5）、3MS No.53Sとしても知られている。火星を探索するために打ち上げられたソビエト連邦の宇宙船。マルス計画の一環として打ち上げられた3MS宇宙船は、1974年に火星の周回軌道に入ったが、数週間後に失敗した。

## 宇宙船
マルス5号は、火星を研究するための一連の機器を搭載していた。カメラに加えて、電波望遠鏡、IR放射計、複数の光度計、偏光計、磁気計、プラズマトラップ、静電分析器、ガンマ線スペクトロメータ、および無線プローブが装備されていた。3台のカメラは、52mmベガ、350mmズルファー、パノラマカメラ。
ラヴォーチキンによって製造されたマルス5号は、マルス4号に続いて、1973年に火星に打ち上げられた2つの3MS宇宙船の2番目であった。3MSは、1971年にコスモス419号としても打ち上げられたが、打ち上げの失敗により、地球軌道を離れることができなかった。オービターに加えて、2つの3MP着陸船ミッション、マルス6号とマルス7号が1973年の間に開始された。

## 発射
マルス5号は、バイコヌール宇宙基地81/24から飛行し、上段がブロックDのプロトンKキャリアロケットによって打ち上げられた。打ち上げは1973年7月25日の18:55:48UTCに行われ、最初の3つのステージで宇宙船と上段が低軌道に配置された後、ブロックDがマルス5号を火星に向かう太陽周回軌道に推進した。
宇宙船は1973年8月3日と1974年2月2日に進路修正操作を実行した。